# Oberkatz
Oberkatz è una frazione della città tedesca di Kaltennordheim.

## Storia
Il 1º gennaio 2019 il comune di Oberkatz venne soppresso e aggregato alla città di Kaltennordheim.

### Esplicative
1. ↑  Letteralmente: «Katz di sopra», in contrapposizione alla vicina Unterkatz – «Katz di sotto».

### Bibliografiche
1. ↑  (DE) Thüringer Gesetz zur freiwilligen Neugliederung kreisangehöriger Gemeinden im Jahr 2019 vom 18. Dezember 2018, § 31, Abs. 4. (PDF), su parldok.thueringen.de. URL consultato il 28 giugno 2020 (archiviato dall'url originale il 9 gennaio 2019).